# Хохлов, Николай Иванович
Никола́й Ива́нович Хохло́в (31 января 1891, Москва — 1953, Москва) — русский поэт, переводчик, литературный критик, драматург на языке эсперанто, экономист.
Изучал эсперанто с 1905 года, постепенно включился в деятельность эсперанто-движения. Его первые стихи на этом языке были опубликованы в 1910 году. Печатался в журналах La Ondo de Esperanto, Literatura Mondo и др.
К Октябрьской революции отнёсся отрицательно, участник Гражданской войны на стороне «белых». C 1918 по 1928 года жил в эмиграции, в основном в Хорватии (тогда — Королевство сербов, хорватов и словенцев), после чего вернулся в СССР. В 1932 году совместно с Н. В. Некрасовым перевёл с русского на эсперанто фундаментальный труд Э. К. Дрезена «За всеобщим языком. Три века исканий». После 1933 года отошёл от активной деятельности как эсперантист.
После Второй мировой войны два года жил в Ташкенте, остаток жизни провел в Москве.
Единственный поэтический сборник Хохлова La tajdo («Прилив-отлив», 1928), содержавший 40 стихотворений, выдвинул его в число выдающихся поэтов на эсперанто.
«Поэзия Хохлова, в значительной степени вдохновлённая примером русских символистов, показывает его как тонкого лирика, мастерски использующего выразительные возможности международного языка. Ему не чужды и социальные темы, однако и здесь господствуют чувства и впечатления, а не какие-либо схемы и мнения».
Помимо стихов писал драматические произведения, а также занимался литературным переводом на эсперанто с русского, английского и сербского языков, в частности перевёл «Восточные сказки» Власа Дорошевича.
В 2010 году была издана книга Хохлова Verda Rido, ранее считавшаяся утерянной.